# Cylindrobasidium
Cylindrobasidium Jülich (powłoczniczek) – rodzaj grzybów z rodziny obrzękowcowatych (Physalacriaceae).

## Charakterystyka
Grzyby kortycjoidalne o bazydiokarpie rozproszonym, rozpostartym, często przechodzącym w rozpostarto-odgięty z krótkim bocznym lub centralnym trzonem. Owocnik ten tylko w połowie jest typowy, pozostała część to plecha. Powierzchnia hymenialna o barwie beżowej, ochrowo-beżowej, różowawo-brązowej do ochrowo-brązowej, czasami w bardzo starych owocnikach ciemno fioletowobrązowa, z wydatnymi, rozgałęzionymi promieniście fałdami, na których znajdują się skąpe lub gęsto stłoczone brodawki lub kolce. Kapelusz często całkowicie pokryty grubym, filcowatym owłosieniem. System strzępkowy dimityczny, strzępki generatywne ze sprzążkami, o różnej grubości ścian, strzępki szkieletowe szkliste do brązowawych, często z cienkościennymi wierzchołkami. Występują metuloidy o inkrustowanych wierzchołkach, liczne są także gleocystydy. Podstawki maczugowate zwykle z 4-sterygmami, ale czasem z dwoma. Bazydiospory szeroko elipsoidalne lub prawie kuliste, szkliste, gładkie, nieamyloidalne.

## Systematyka i nazewnictwo
Pozycja w klasyfikacji: Physalacriaceae, Agaricales, Agaricomycetidae, Agaricomycetes, Agaricomycotina, Basidiomycota, Fungi (według Index Fungorum).
Synonimy naukowe: Himantia (Fr.) Zoll., Thelephora subgen. Himantia Fr.
Polską nazwę zaproponował Władysław Wojewoda w 2003 r. W polskim piśmiennictwie mykologicznym należące do tego rodzaju gatunki opisywane były także jako pleśniak, płaskosz, powłocznik i zadrzak.
Gatunki:
- Cylindrobasidium albulum (G.F. Atk. & Burt) J. Erikss. & Hjortstam 1976
- Cylindrobasidium argenteum (Kobayasi) N. Maek. 1993
- Cylindrobasidium bifidum Y.C. Lin, C.C. Chen & Sheng H. Wu 2021
- Cylindrobasidium corrugum (Burt) Ginns 1982
- Cylindrobasidium eucalypti (M. Dueñas & Tellería) Tellería & Melo 1995
- Cylindrobasidium evolvens (Fr.) Jülich 1974
- Cylindrobasidium ipidophilum (Siemaszko) T.C. Harr., McNew, Kirisits & K.H. Larss. 202
- Cylindrobasidium laeve (Pers.) Chamuris 1984 – powłoczniczek gładki
- Cylindrobasidium macrosporum Y.C. Lin, C.C. Chen & Sheng H. Wu 2021
- Cylindrobasidium parasiticum D.A. Reid 1988
- Cylindrobasidium torrendii (Bres.) Hjortstam 1983

Wykaz gatunków i nazwy naukowe na podstawie Index Fungorum. Nazwy polskie według Władysława Wojewody.